# (32546) 2001 QE14
2001 QE14 (asteroide 32546) é um asteroide da cintura principal. Possui uma excentricidade de 0.15139320 e uma inclinação de 0.08430º.
Este asteroide foi descoberto no dia 16 de agosto de 2001 por LINEAR em Socorro.